# یوناتان (فیلم)
یوناتان (آلمانی: Jonathan) یک فیلم در ژانر ترسناک به کارگردانی هانس وی. گایسندورفر است که در سال ۱۹۷۰ منتشر شد. از بازیگران آن می‌توان به هرتا فون والتر و ویلفرید کلاوس اشاره کرد.